# Schenkelia
Schenkelia este un gen de păianjeni din familia Salticidae.
Cladograma conform Catalogue of Life:
| Schenkelia | \| \| Schenkelia benoiti \| \| \| \| \| \| Schenkelia gertschi \| \| \| \| \| \| Schenkelia lesserti \| \| \| \| \| \| Schenkelia modesta \| \| \| \| |
|            | \| \| Schenkelia benoiti \| \| \| \| \| \| Schenkelia gertschi \| \| \| \| \| \| Schenkelia lesserti \| \| \| \| \| \| Schenkelia modesta \| \| \| \| |
|            | Schenkelia benoiti |
|            | |
|            | Schenkelia gertschi |
|            | |
|            | Schenkelia lesserti |
|            | |
|            | Schenkelia modesta |
|            | |